# Eduard Georg von Bethusy-Huc
Eduard Georg von Bethusy-Huc (Kreuzburg, 3 settembre 1829 – Kreuzburg, 19 novembre 1893) è stato un politico prussiano.

## Biografia

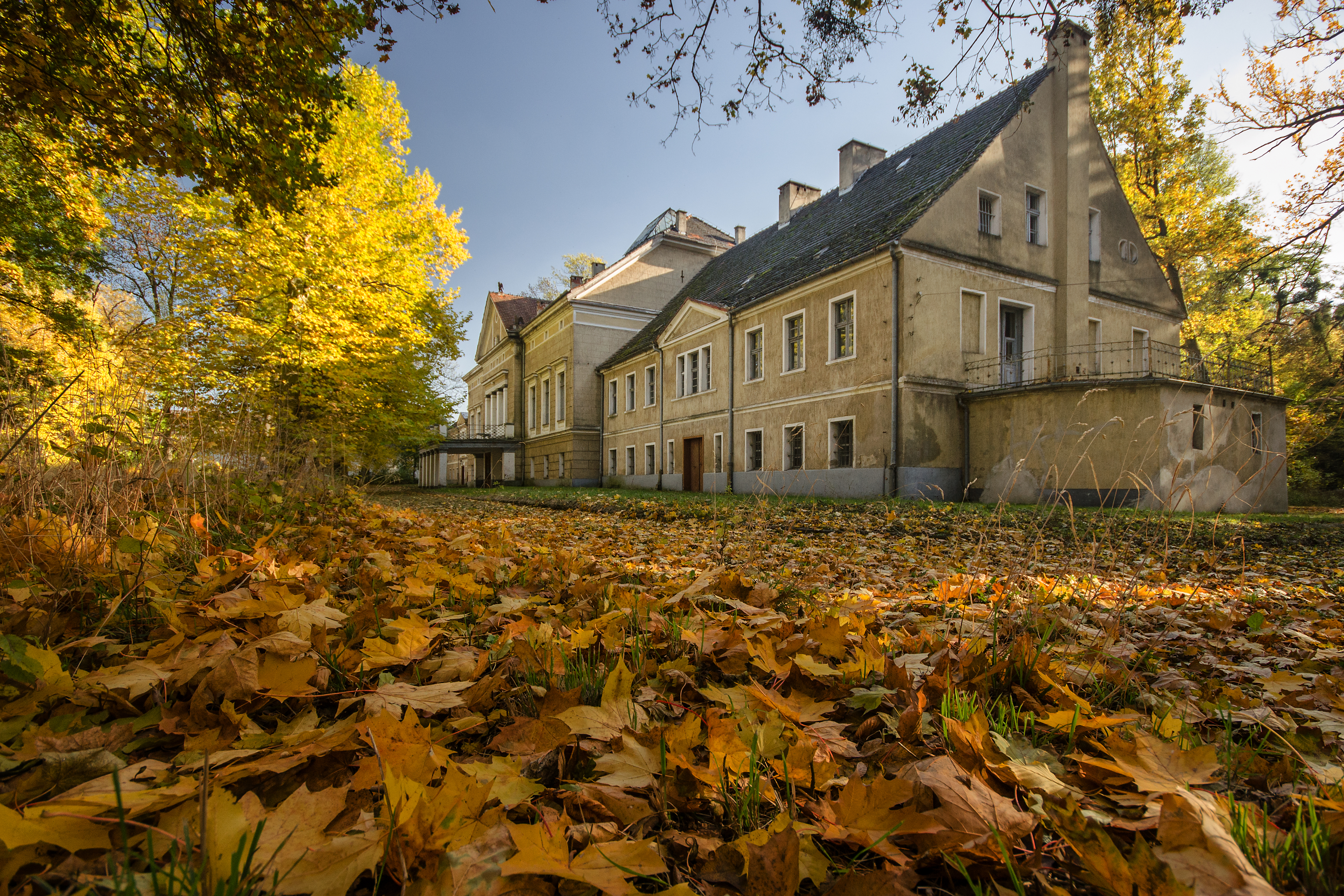
Gut Bankau

Apparteneva ad una famiglia di origine aristocratica della Slesia, ma di origini francesi della Linguadoca e polacche. Studiò diritto e scienze politiche nelle università di Bonn, Breslavia e Berlino, viaggiando anche molto in Italia, Francia e Turchia. Dopo aver prestato servizio per qualche anno in un reggimento di artiglieria dell'esercito prussiano e poi nell'ambasciata prussiana a Torino, decise entrare in politica.
Il carattere politico di von Bethusy-Huc fu caratterizzato da un intenso bipartitismo e doppio gioco: deputato alla Camera dei Signori di Prussia, fu un esaltato sostenitore del Partito Conservatore, diretto allora da Ernst Ludwig von Gerlach e Caspar Maximilian Droste zu Vischering-Padberg. Quando invece gli Juncker e i filo-industrialisti presero il potere sia in Prussia che poi in tutta la Germania, von Bethusy-Huc passò al Partito Liberal-conservatore diretto da Carl Ferdinand von Stumm-Halberg, Hugo zu Hohenlohe-Ohringen, Hans Heinrich XI von Hochberg, Victor I, duca di Ratibor e Hans Heinrich XV von Hochberg. Nonostante questo partito fosse diretto soprattutto da aristocratici di alto lignaggio, era un sostenitore dell'industrializzazione, del colonialismo, dell'imperialismo e dell'avvicinamento al modello inglese.
Nel 1879 succedette a Christian Kraft zu Hohenlohe-Ohringen come presidente della Camera dei Signori di Prussia e avvio un processo di simultaneo avvicinamento alla Gran Bretagna e alla Russia, perseguendo comunque una politica anti-francese e fu uno degli avversari della Triplice Alleanza; appoggiando i liberali, ebbe molto successo durante il regno di Federico III di Germania, perdendo invece qualunque spessore politico con l'avvento di Guglielmo II al trono tedesco.